# Nicole Krauss
Nicole Krauss   (Manhattan, 18 d'agost de 1974) és una escriptora estatunidenca.
Nicole Krauss va néixer a Brooklyn, de mare anglesa i pare americà. Els seus avis materns van néixer a Alemanya i Ucraïna, i van emigrar a Londres. Els seus avis paterns van néixer a Hongria i Belarús i es van traslladar primer a Israel i després a Nova York. Molts d'aquests llocs d'origen dels seus avantpassats apareixen a les seves obres. Krauss es va graduar a la Universitat Stanford, on va conèixer el poeta Joseph Brodsky, que es va convertir en el seu mentor, i on va guanyar diversos premis de poesia. El 1996, se li va atorgar una beca Marshall i va ser acceptada en el programa de graduats a la Universitat d'Oxford (Somerville College). Durant el segon any de la seva beca, va estudiar al Courtauld Institute of Art de Londres.
L'any 2002 va publicar la seva primera novel·la, Man Walks Into a Room, que va ser molt ben acollida pels lectors i la crítica. Després va publicar The History of Love que va tenir un gran èxit de vendes i va rebre nombrosos premis. L'any 2010 va publicar la seva tercera novel·la, Great House. Les seves novel·les s'han traduít a més de trenta idiomes. Nicole Krauss col·labora habitualment amb les revistes The New Yorker, Esquire i Harper's.

## Obres
- Man Walks Into a Room (2002)
- The History of Love (2005) (La història de l'amor. Traducció d'Ernest Riera. Barcelona, La Magrana, 2006)
- Great House (2010) (Casa gran. Traducció d'Ernest Riera. Barcelona, La Magrana, 2012)